# جامع الخلفاء
جامع الخلفاء هو من مساجد بغداد التراثية الأثرية، ولقد بناهُ الخليفة المكتفي بالله العباسي لكي يكون المسجد الجامع لصلاة الجمعة في شرقي القصر الحسني، وكان يعرف بجامع القصر، ثم أطلق عليهِ اسم جامع الخليفة، وسمي بجامع الخلفاء في الفترة الأخيرة، وهو من معالم بغداد التاريخية، وشيد وبني في عام (289-295هـ/ 902-908م)، والجامع يقع في جانب الرصافة من بغداد على شارع الجمهورية بمحلة سوق الغزل قرب الشورجة، وتعتبر مئذنة جامع الخلفاء، من المآذن التأريخية والمتميزة بعمارتها، وهي الأثر المعماري الباقي من دار الخلافة العباسية ومساجدها، وقد بنيت هذه المنارة قبل أكثر من سبعة قرون، وهي من الآجر فقط، وتبدو النقوش المحيطة بالسطح الدائري بأشكالها المعينية البسيطة، كما لو كانت قد صففت لتبرز من خلال الظلال المتباينة في الخط الآجري. ويبلغ ارتفاع المنارة الحالي حوالي 26 مترا، والمئذنة تشبه من ناحية التصميم في طرازها مئذنة بسطام في إيران التي بنيت عام 514 هـ/ 1120م، وتشبه مئذنة ذي الكفل.

## تاريخ المسجد
للمسجد تاريخ قديم حيث بني في عام (289-295هـ/ 902-908م) ولقد تهدم الجامع وأحرقه المغول عند سقوط بغداد، وظلت المئذنة قائمة للوقت الحالي، وذكر ابن الأثير في حوادث عام 479 هـ/1086م، أنه بنيت مئذنة لهذا المسجد في ربيع الآخر من هذه السنة. ويظهر ان بناء المئذنة جاء متأخرا بعد بناء الجامع بفترة أو كان يرفع الأذان من على مئذنة أخرى تهدمت وبنيت هذه بدلها لأنه يستبعد أن يستمر المسجد بلا مئذنة لمدة تزيد على قرن من الزمان وبخاصة أنه مسجد الخليفة الحاكم وكذلك مسجد الدولة العباسية الرئيسي في بغداد، ولقد سقطت المنارة وهدم الجامع عام 670 هـ/ 1271م، وأعيد بنائهما في 678 هـ/ 1279م، حيث ذكر ذلك في كتاب الحوادث الجامعة انه في عام 670 هـ/ 1271م، أمر علاء الدين الجويني صاحب الديوان في أيام الملك اباقا ابن هولاكو الاليخاني بتجديد بناء المنارة فانجزت في شهر شعبان ثم سقطت في شهر رمضان بعد فراغ الناس من صلاة التراويح وذكر انه لم يتأذى أحد ممن كان في المسجد اثناء تأدية الصلاة وذكر ابن الفوطي أنه في عام 678 هـ/ 1289م، أعيد بناء المنارة من جديد، وذكر المسجد العديد من الرحالة ومنهم ابن بطوطة عند زيارته لبغداد في عام 727هـ/ 1327م، وكذلك ذكر الجامع الرحالة الألماني نيبور الذي زار العراق في القرن الثامن عشر وقال أنه شاهد بالقرب من منارة سوق الغزل أجزاء مختلفة من سور المسجد القديم، وبقايا مدخلين جميلين أحدهما مزين بالكتابة المزخرفة.

وتعتبر المئذنة أعلى منارة يمكن رؤية بغداد من على مئذنتها، وكان ارتفاعها خمسة وثلاثون متراً، وحاليا يبلغ ارتفاعها ستة وعشرون مترا، وهي تعبر عن جلال بناء قصور دولة الخلافة العباسية، وسميت بمنارة سوق الغزل لأن الجامع قد قطعت أرضه وأنشئ في أحد جوانبه الشرقية سوق للغزل، إذ أعيد بنائه من قبل الوالي سليمان باشا الكبير (1193هـ - 1217هـ) /(1779م -1802م)، وشيد مسجدا جامعا في غرب المنارة، ويعرف بجامع سوق الغزل ولقد بقي قائما حتى عام 1957م، حيث هدم لأجل فتح شارع الملكة عالية والذي سمي فيما بعد شارع الجمهورية، ويمر الشارع في سوق الشورجة.
وتتميز المنارة بهندسة معمارية نادرة حيث تحتوي على سلمان يصلان إلى حوض المنارة ولا يلتقيان ولهما بابان في الأسفل وآخران في أعلى المنارة وتميل حاليا نحو الشرق بسبب نضوح المياه الجوفية أسفل قاعدتها.

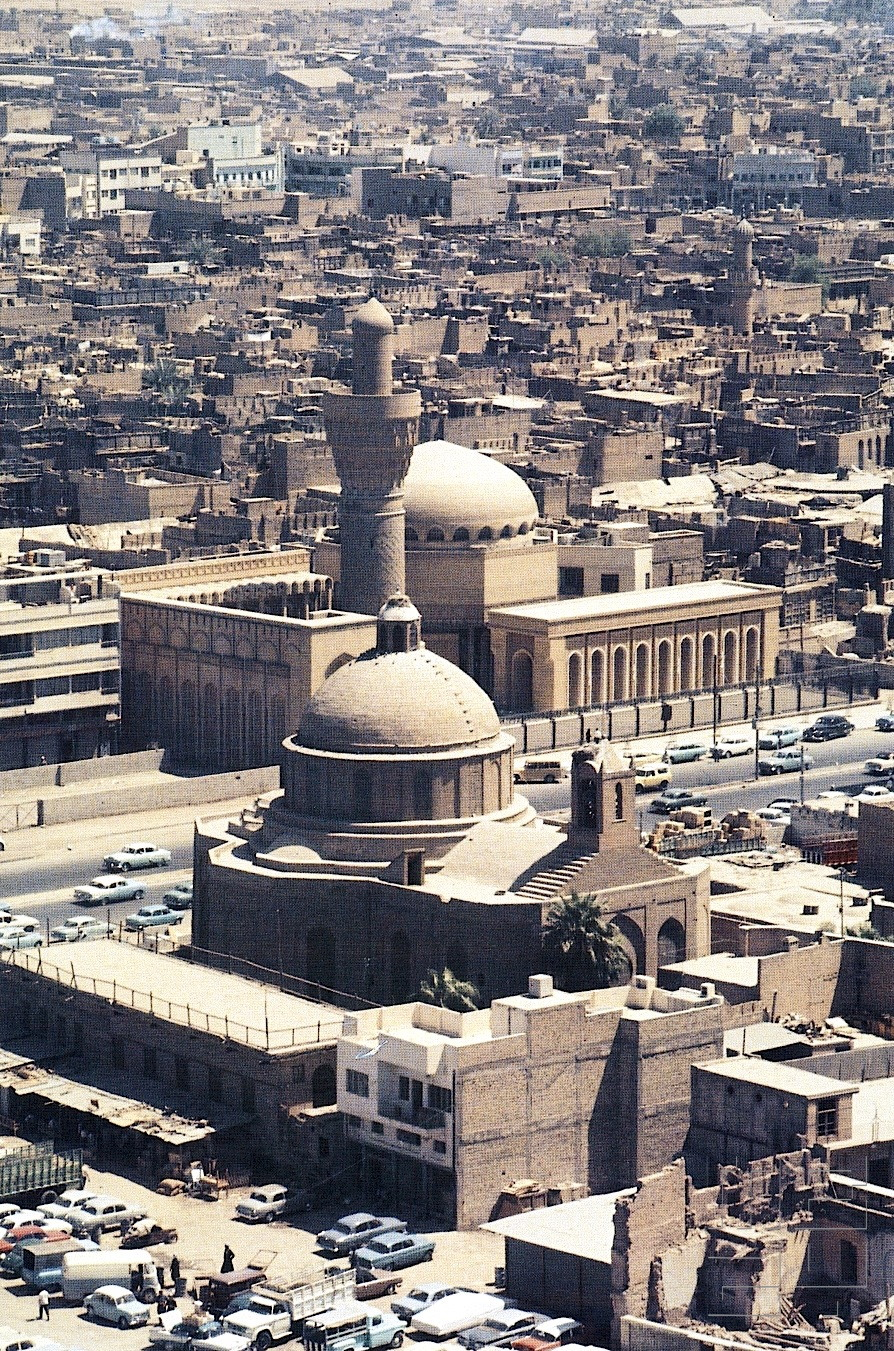
جامع الخلفاء في عام 1964.

ولقد شيد الوالي سليمان باشا الكبير في الجامع مدرسة علمية يدرس فيها العلوم العقلية والنقلية، وقد تصدر للتدريس فيها علماء بغداد وأعيانهم ومنهم الشيخ يحيى الوتري والشيخ عبد الله الموصلي، ثم أبنه محمد افندي الموصلي، ثم هدمت المدرسة وزالت معالمها، وعفى أثرها عند بناء وفتح شارع الجمهورية.
وكان جامع القصر أو جامع الخليفة يعتبر أحد الجوامع الثلاثة الكبيرة في بغداد (الأثنان الآخران هما جامع المنصور وجامع الرصافة)، وكانت تقام فيهِ وفي غيره صلاة الجمعة خلال القرون الأربعة الأخيرة من دولة الخلافة العباسية، وكان الجامع الرسمي للدولة العباسية ففيهِ تقرأ عهود القضاة ويصلى على جنائز الأعيان والعلماء، وتعقد فيهِ حلقات العلم للفقهاء والمحدثين والمناظرين، وفي رحبتهِ كانت تزدهر مظاهر الحياة الاجتماعية والتجارية لأهل بغداد، وقد ذكر العلامة محمود شكري الآلوسي في كتابه (تاريخ مساجد بغداد وآثارها)، أن هذا الجامع أنشئ على عهد الخليفة العباسي المهدي في سنة 159 هـ، وهذا خلاف الواقع المخطط لبغداد والتاريخ، لأن الخليفة المهدي إنما أنشأ الجامع المعروف بجامع الرصافة وهو يقع في جنوب مقبرة أبي حنيفة النعمان (مقبرة الخيزران)، ثم إنه لم يكن العمران قد وصل في عهد المهدي إلى هذه المنطقة التي أنشئ فيها جامع القصر.

## بناء الجامع الحديث
في عام 1961 كلفت مديرية الأوقاف العراقية المهندس المعماري محمد صالح مكية بإعادة تصميم وتشييد جامع الخلفاء في بغداد بما يتوافق مع الهندسة المعمارية للعصر العباسي، ولقد اعتمد محمد مكية في تصميمهِ للجامع على هندسة العمارة الإسلامية في زمن العباسيين، ولكنه حافظ على تكوينه المعماري الحالي، مع الإبقاء على مئذنة الجامع الأثرية، ويوجد في أسفل المئذنة أربع طبقات من المقرنصات تدعم قاعدة المئذنة المكونة من اثني عشر قسما، كما تعلوها خمسة طبقات من المقرنصات التي تبرز جمالها، لقد دمج محمد مكية مبنى المئذنة بتصميم المسجد الحديث، لكي يبدو المسجد كأنه لم يهدم من قبل، ويحتوي مبنى جامع الخلفاء الحديث على حرم مصلى ثماني الشكل يعلوه قبة مزخرفة بالخط العربي الكوفي، ويبلغ ارتفاع القبة حوالي سبعة أمتار بالإضافة إلى الارتفاع الأساسي للبناء والذي يبلغ حوالي 14 متر، كما يوجد هناك ثلاثة أروقة تؤدي إلى المصلى، وطلي السطح الخارجي للقبة باللون الأصفر الحنطي ليتناسب مع لون المئذنة، بالإضافة إلى تغطية قاعة الحرم بتدريجات اللون الأصفر أيضا وترتيبها في أشكال هندسية مختلفة، ولقد انتهى من بناء الجامع الحديث في عام 1964م.
وافتتح الجامع في صلاة الجمعة يوم 6 حزيران 1966م، بعد تجديد بنائه. بعد غزو العراق عام 2003م لوحظ أثر ميلان للمنارة نحو الشرق ونتيجة لعدم إجراء صيانة لمئذنة الجامع، كلف الوقف السني في العراق الدائرة الهندسية لأجل إجراء أعمال الصيانة في الجامع، بالاتفاق مع منظمة اليونيسكو لكي يحافظ على قيمتهِ الأثرية.

## مكتبة الجامع الحديثة
ومن العلماء الذين شغلوا منصب الإمامة والخطابة في المسجد الشيخ جلال الدين الحنفي الذي كان إمام الجامع لعدة عقود وساعد في صيانة المسجد والحفاظ عليه، ووضع فيهِ مكتبة ضخمة في الطابق الثاني من الحرم، وهي تضم أمهات الكتب والمخطوطات في القانون والأدب والفقه والشريعة، وهذه المكتبة مقسمة على ثمانية أركان في كل واحد منها خمسة خزائن خشبية.

## سياج الجامع

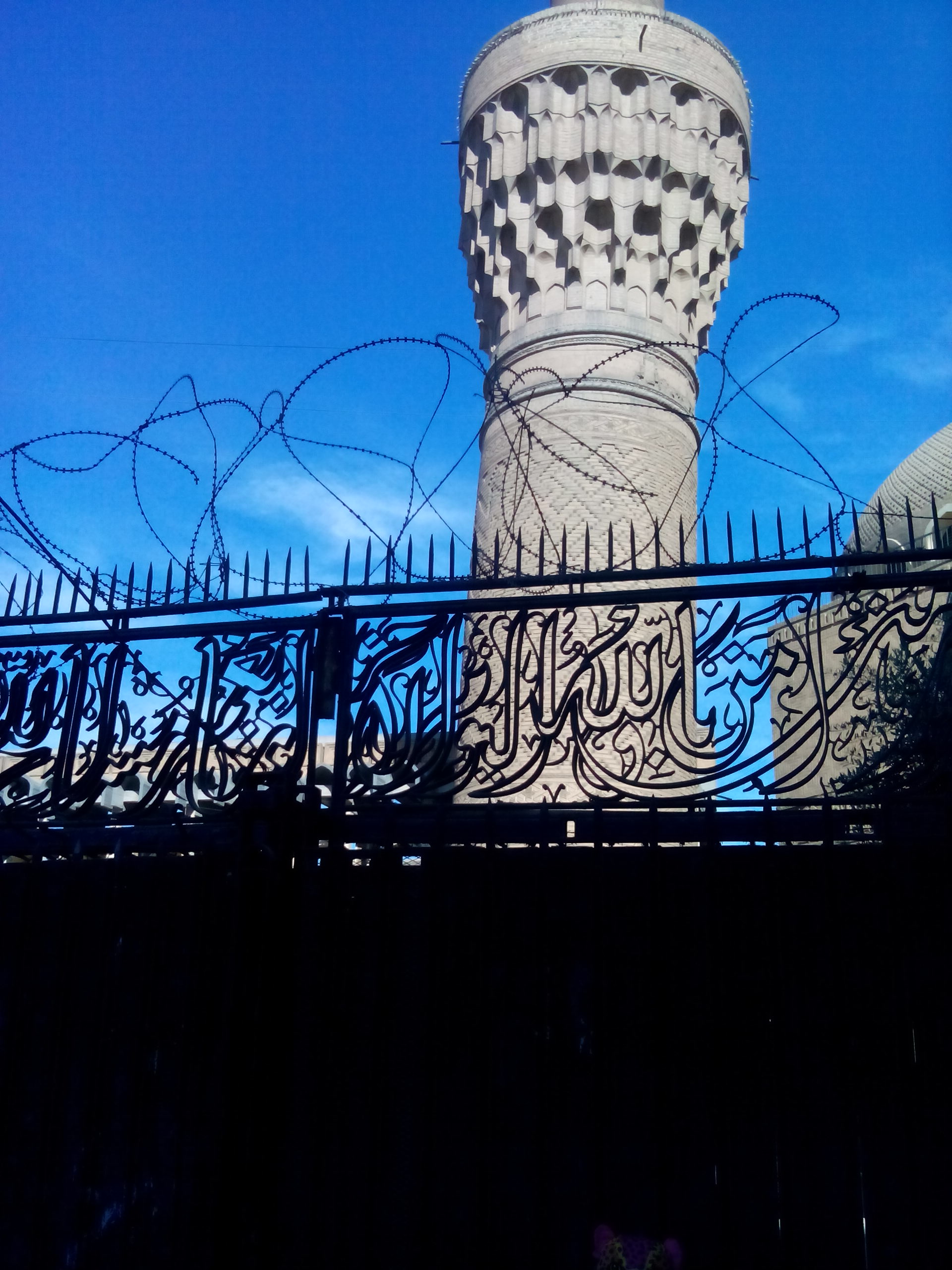
سياج جامع الخلفاء المزخرف بآيات قرآنية

كما ويوجد حول الجامع سياج من حديد جميل الصنع ويعد آية من آيات الفن والابداع في هذا المجال حيث طلب الشيخ جلال الدين الحنفي من شيخ الحدادين في بغداد وهو الحاج عبد الأمير الحداد (1914 - 2003) بصنع سياج يليق بهذا الجامع، فأتم شيخ الحدادين هذا السياج سنة 1964 وكان مزخرفا بالخط الديواني مع العلم ان الحداد عبد الأمير الحداد كان أمياً لا يعرف القراءة والكتابة، ويستطيع زائر هذا الجامع أن يرى بأم عينه مدى إبداع هذا الحداد في تطويع الحديد لجعله بهذا الشكل الرائع الذي لا يوجد له مثيل في أي جامع من جوامع العالم الإسلامي.

## معرض الصور

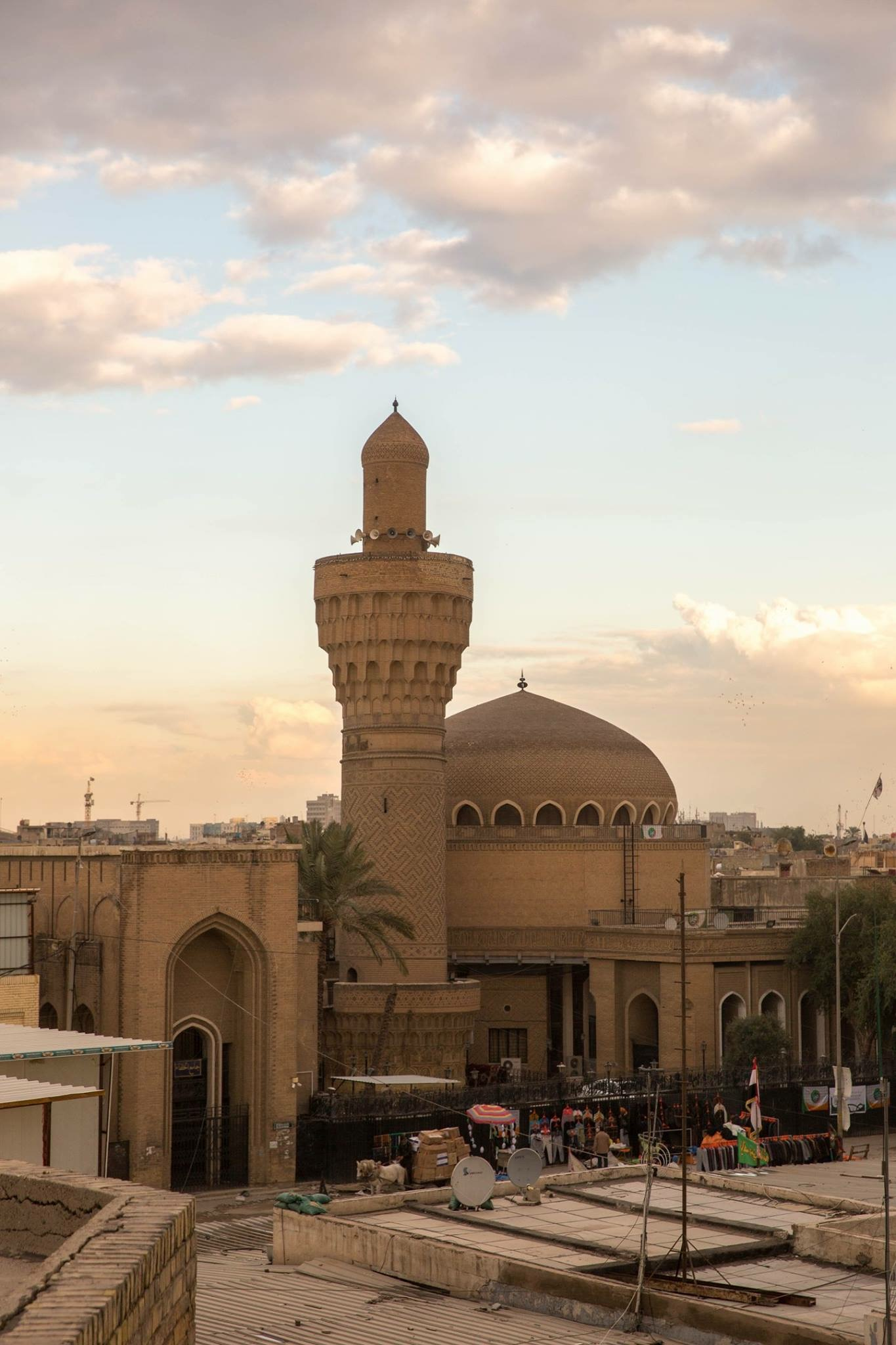
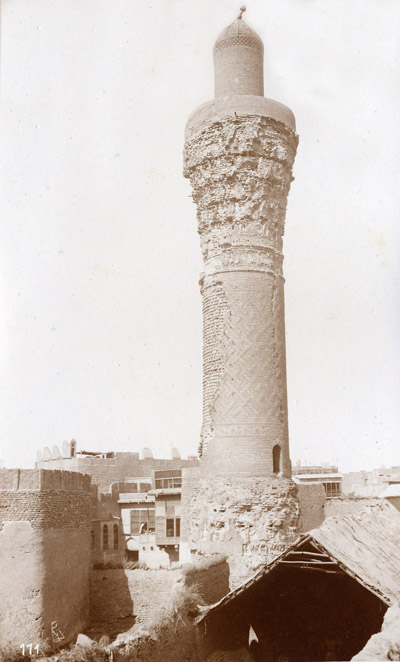
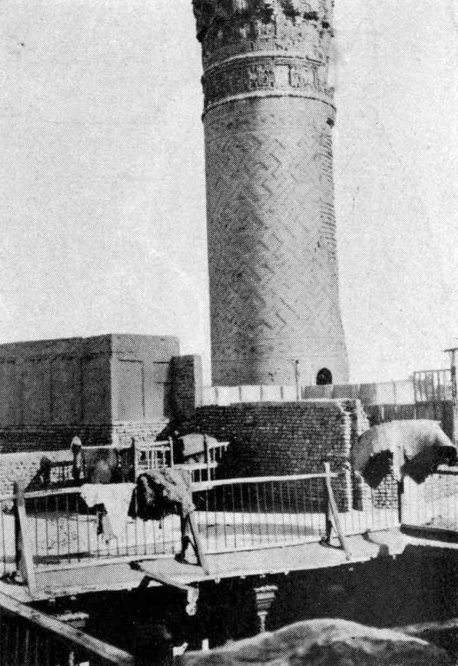
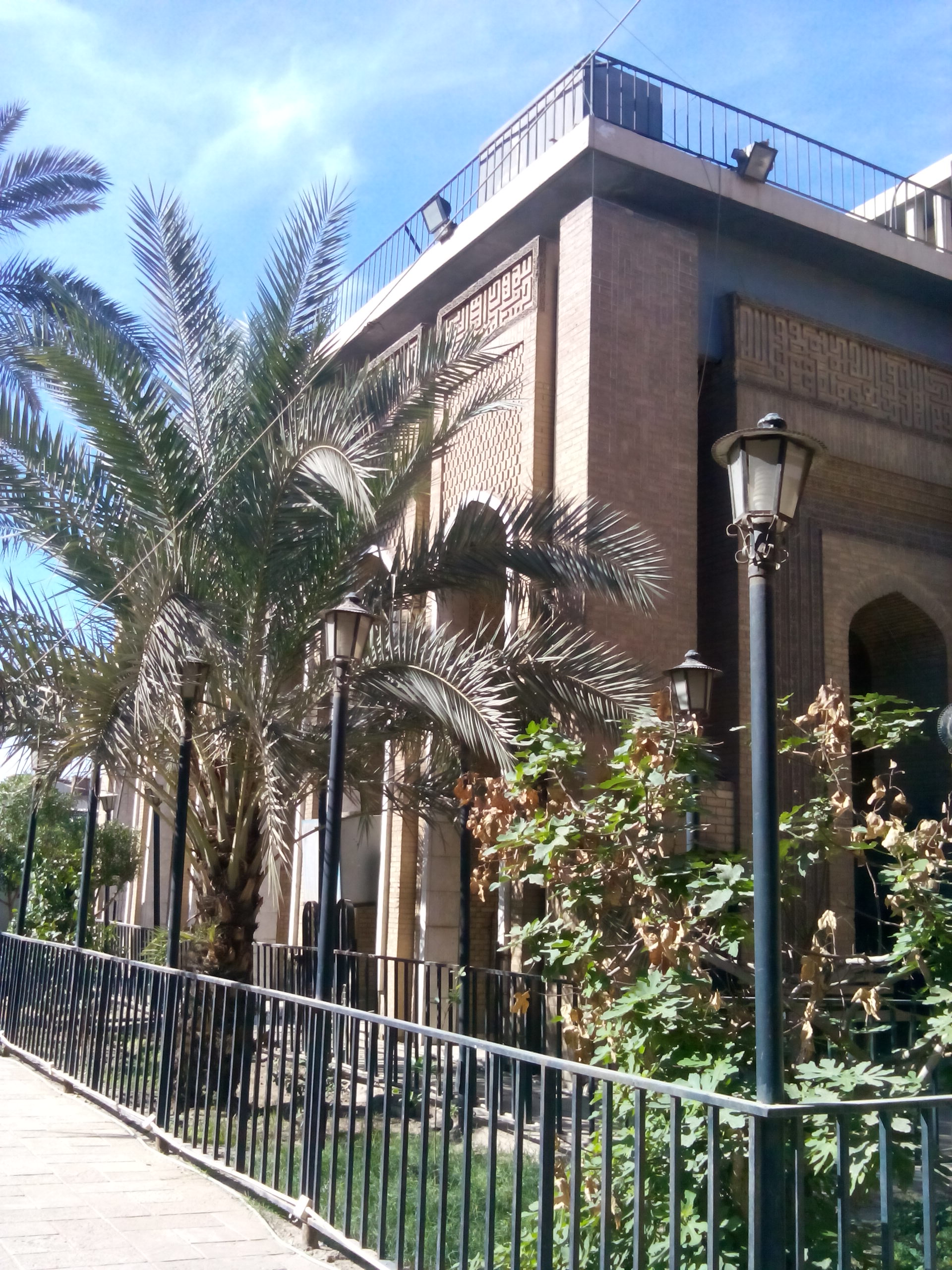
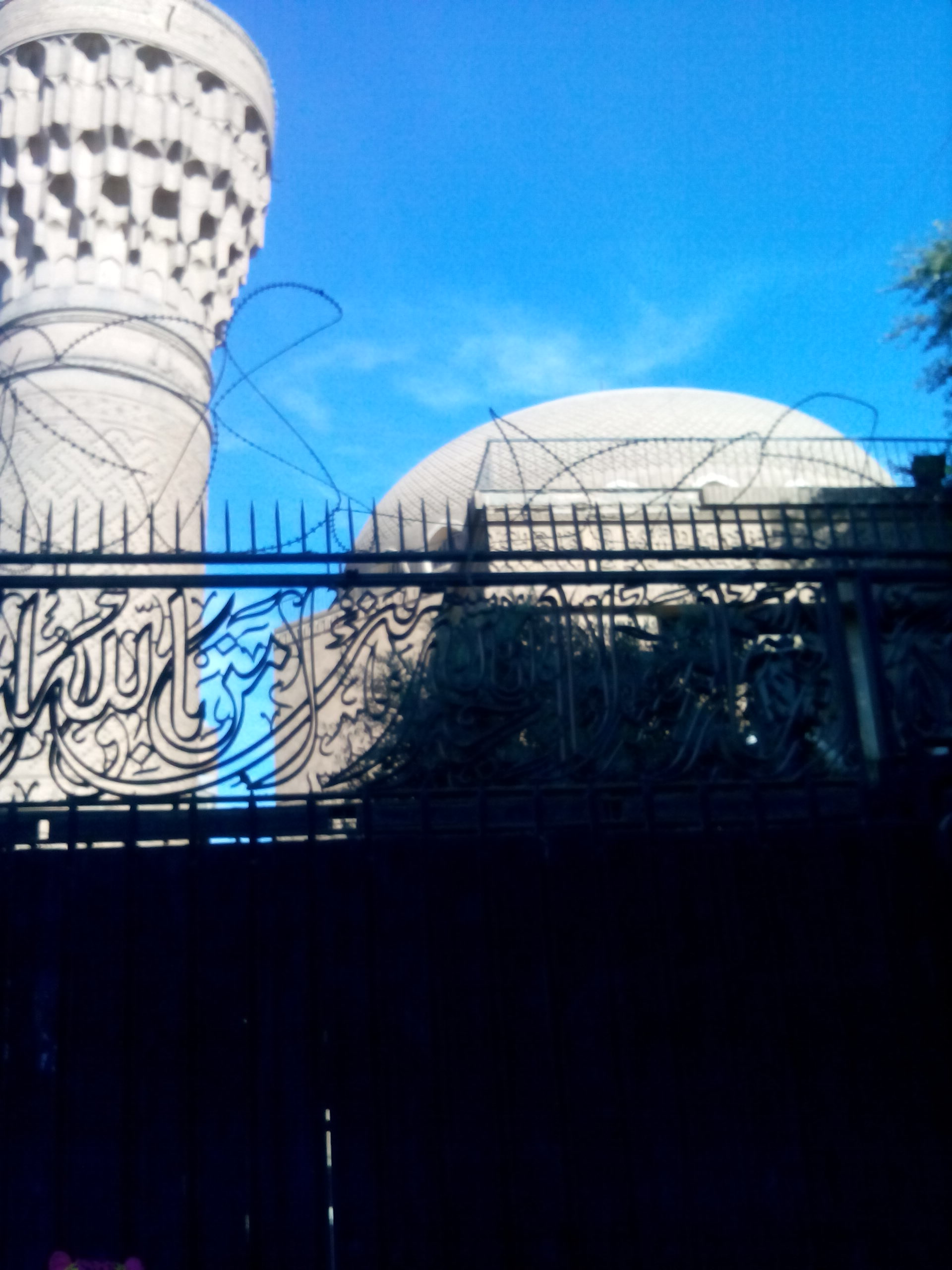
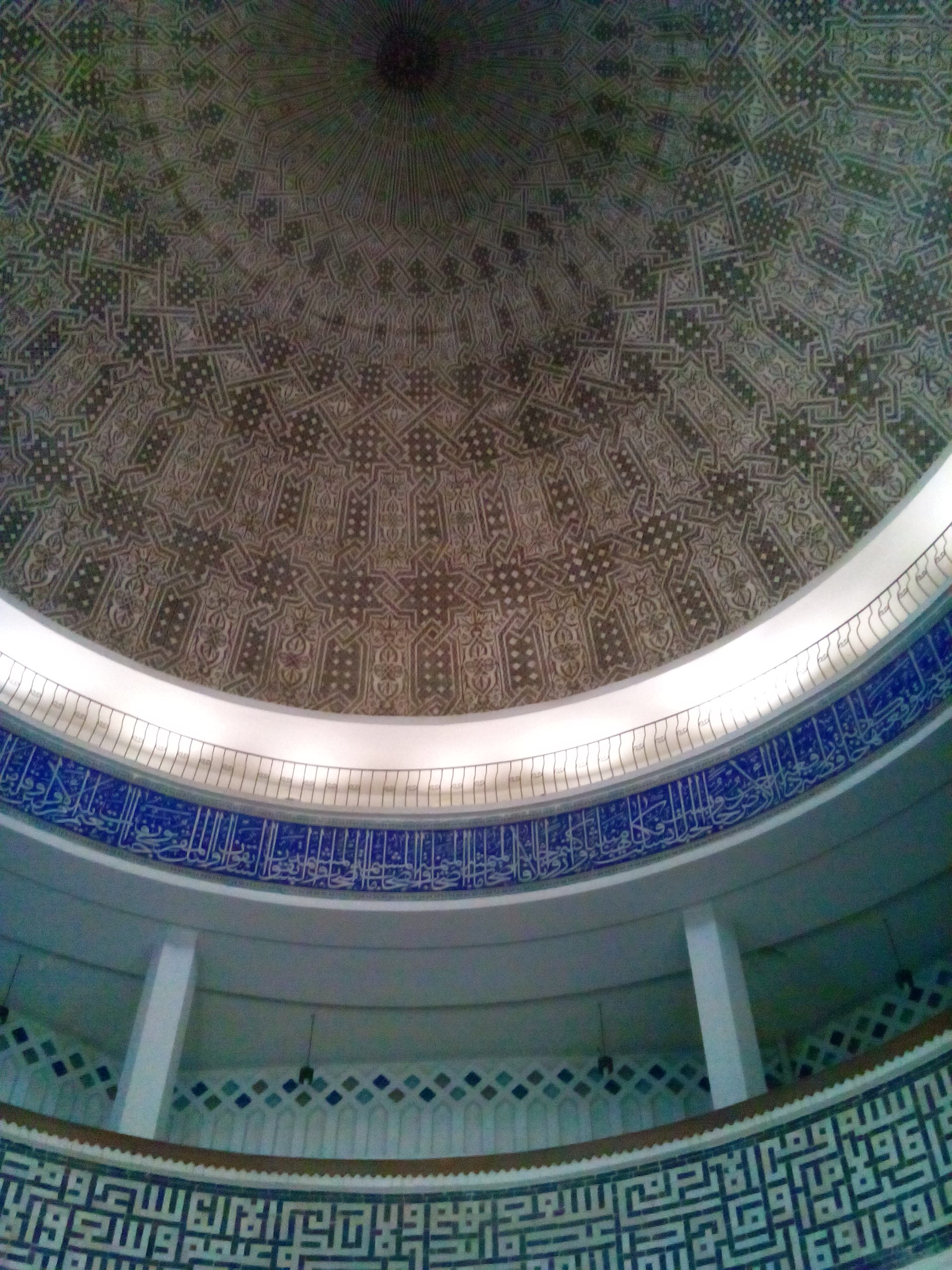
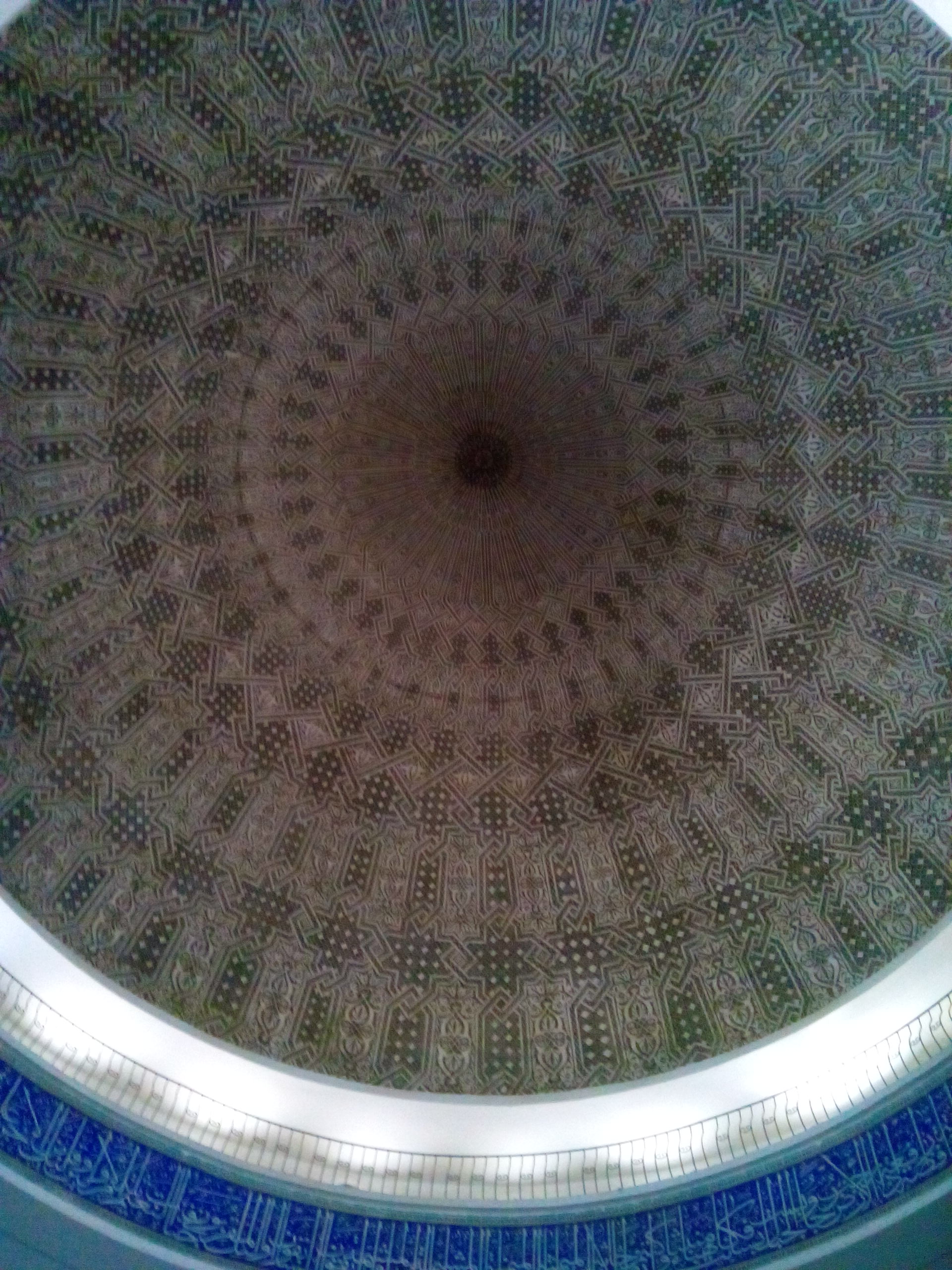
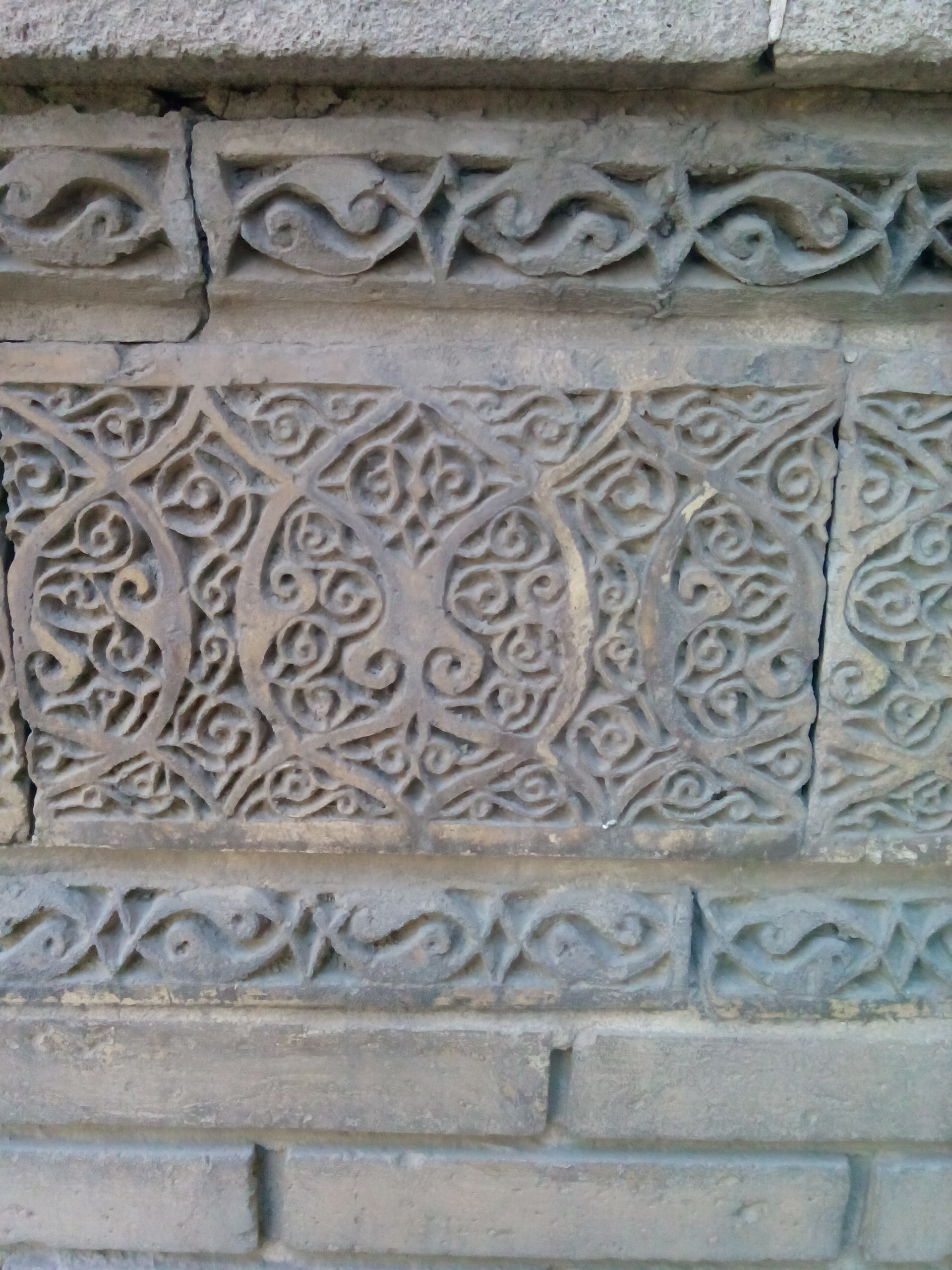
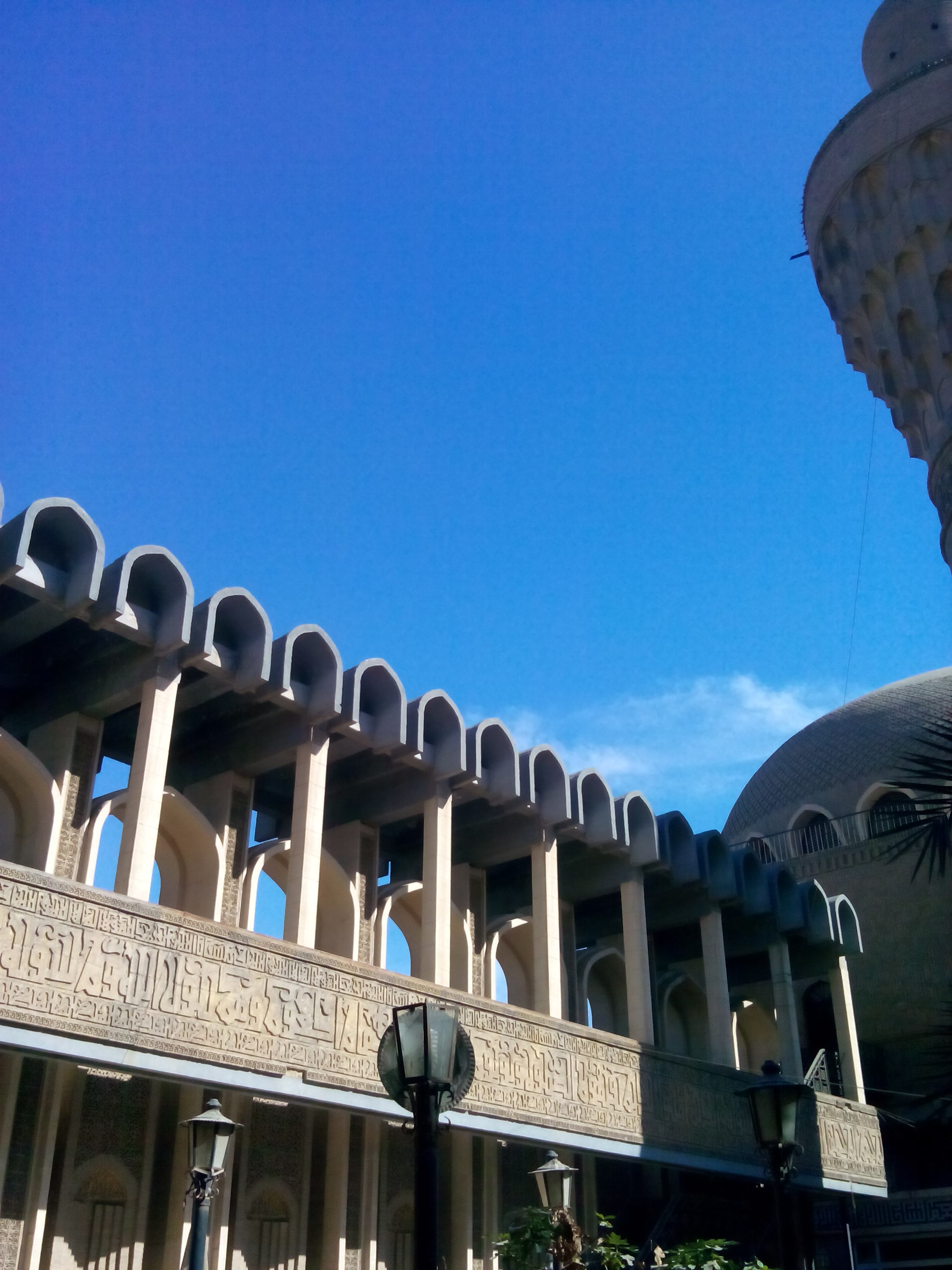
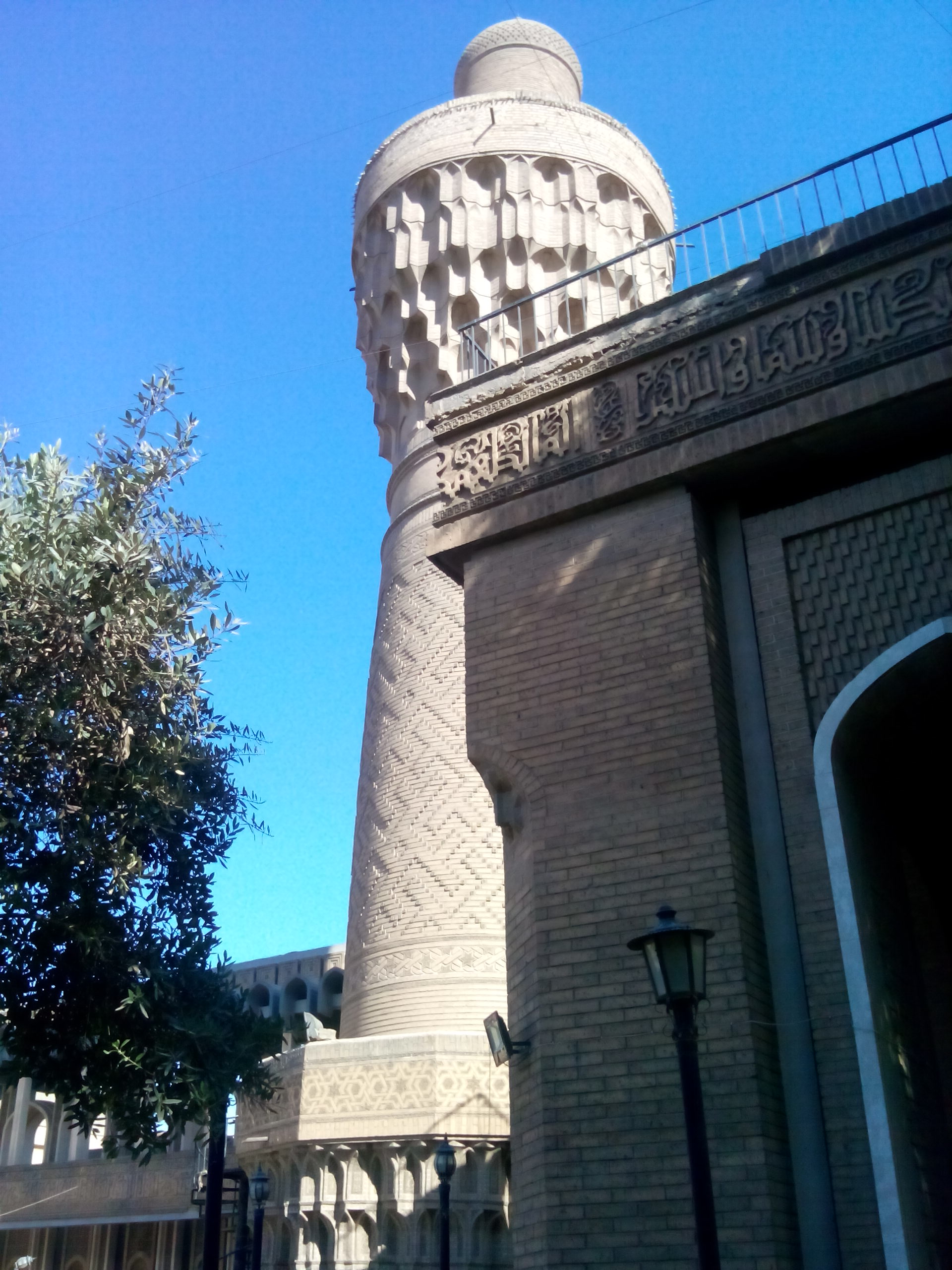
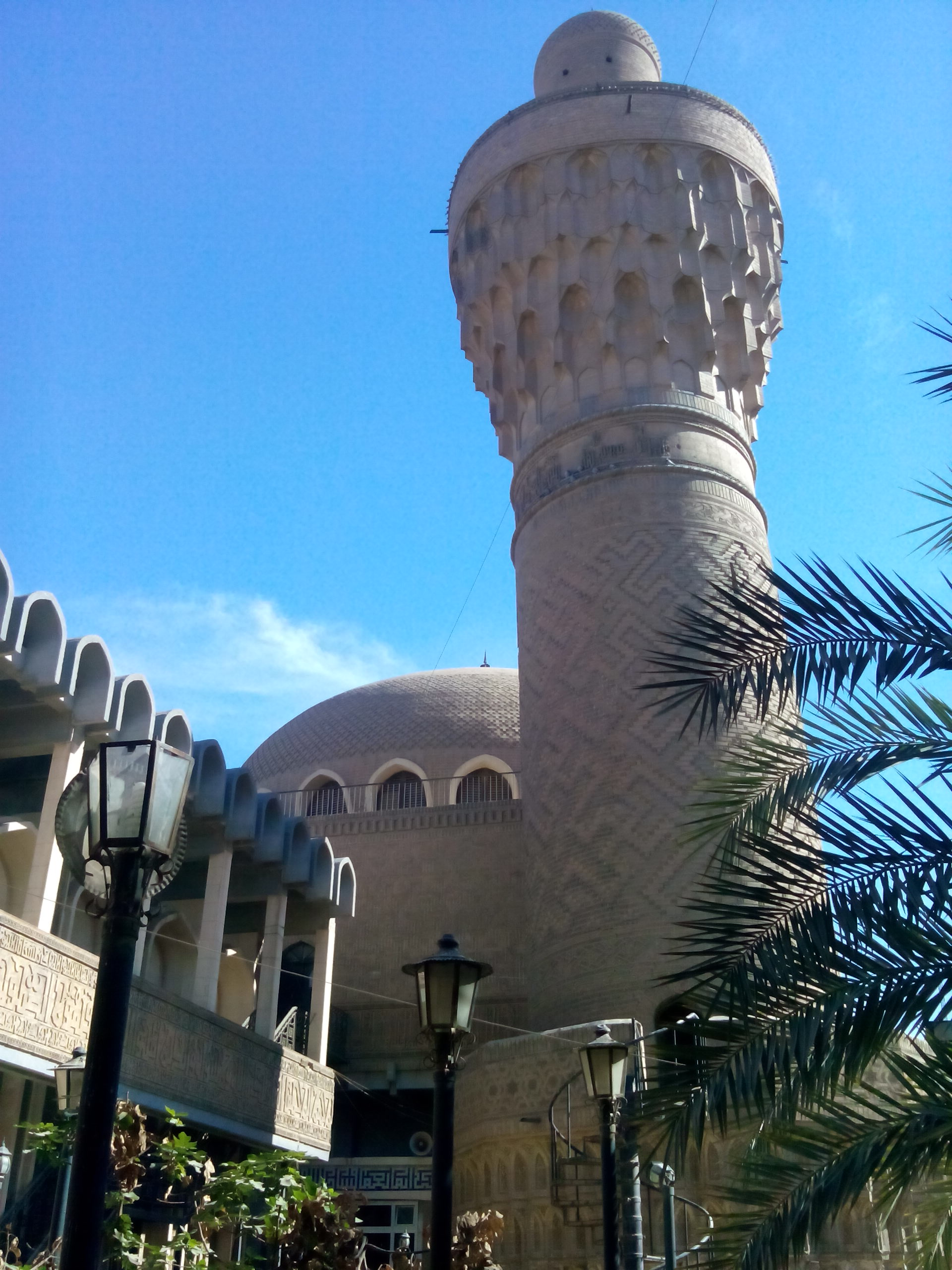
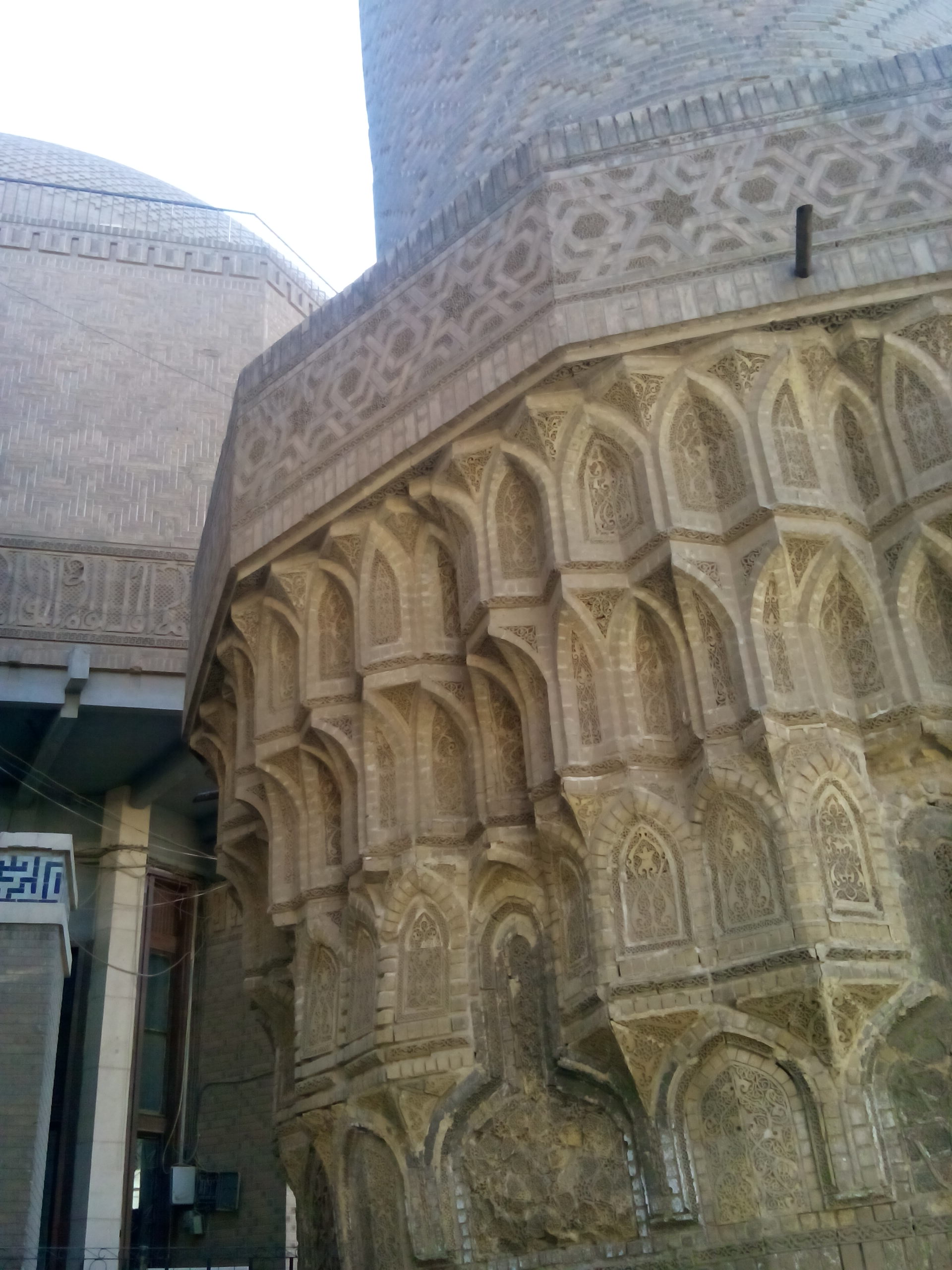
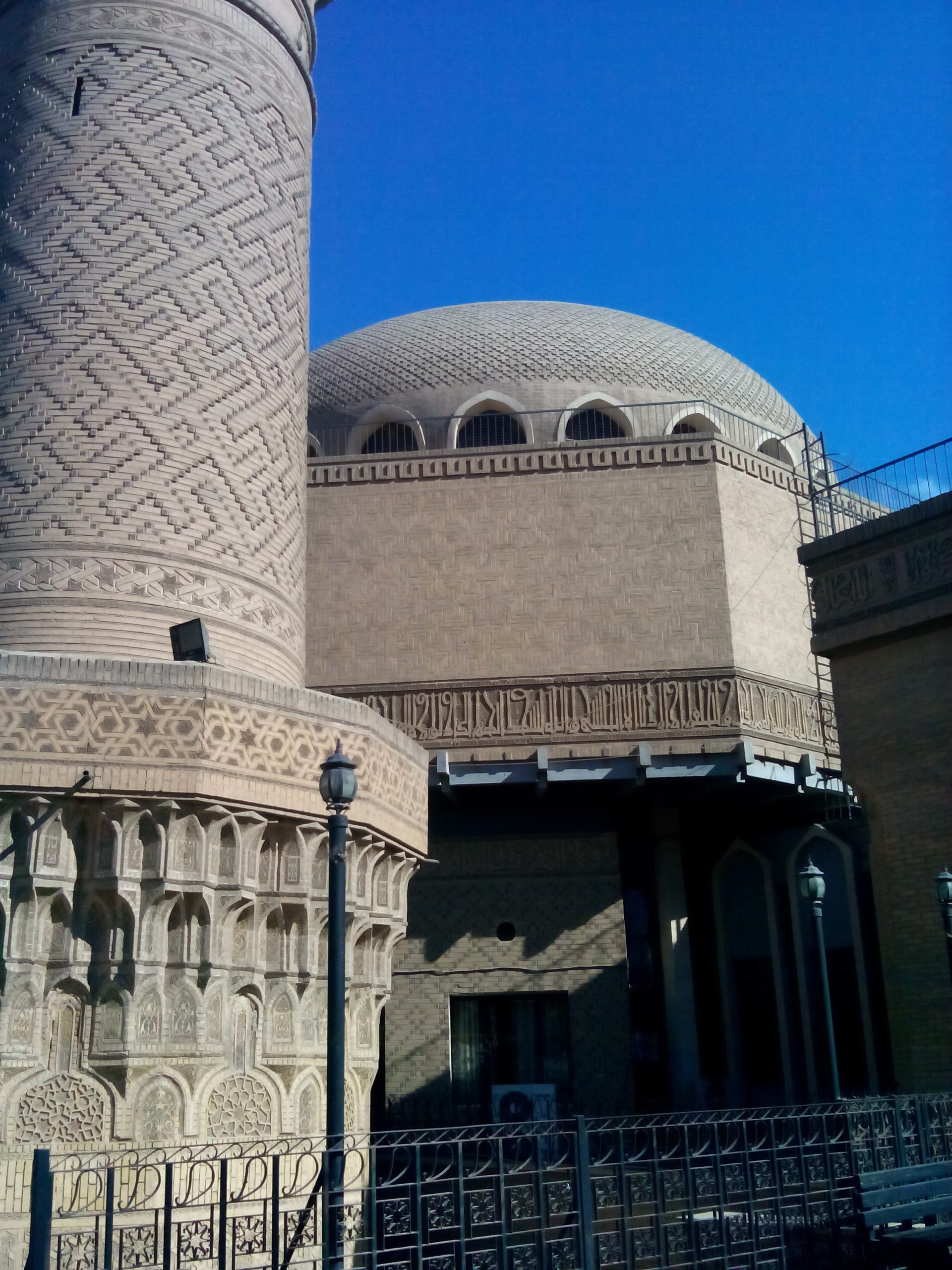
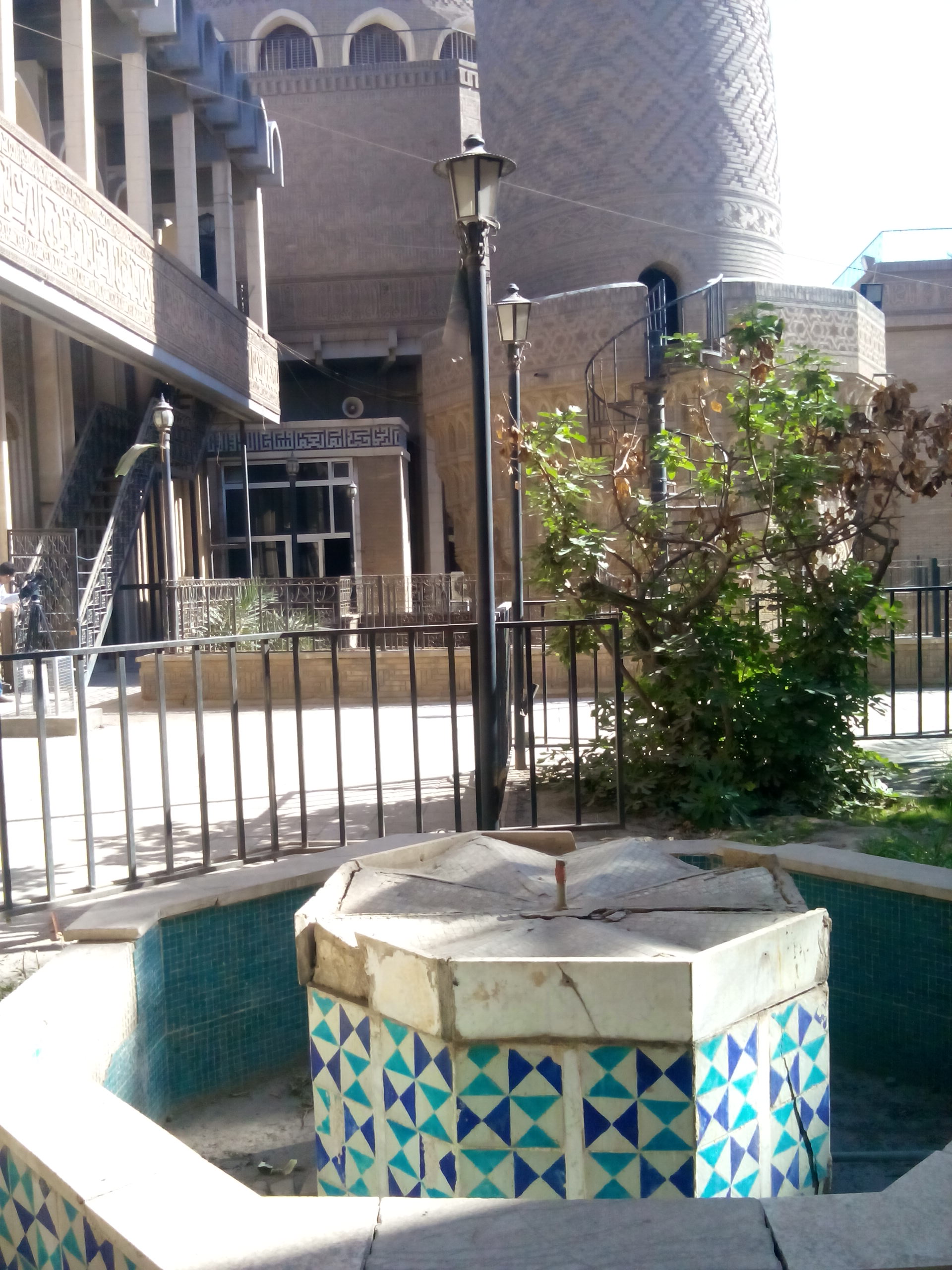
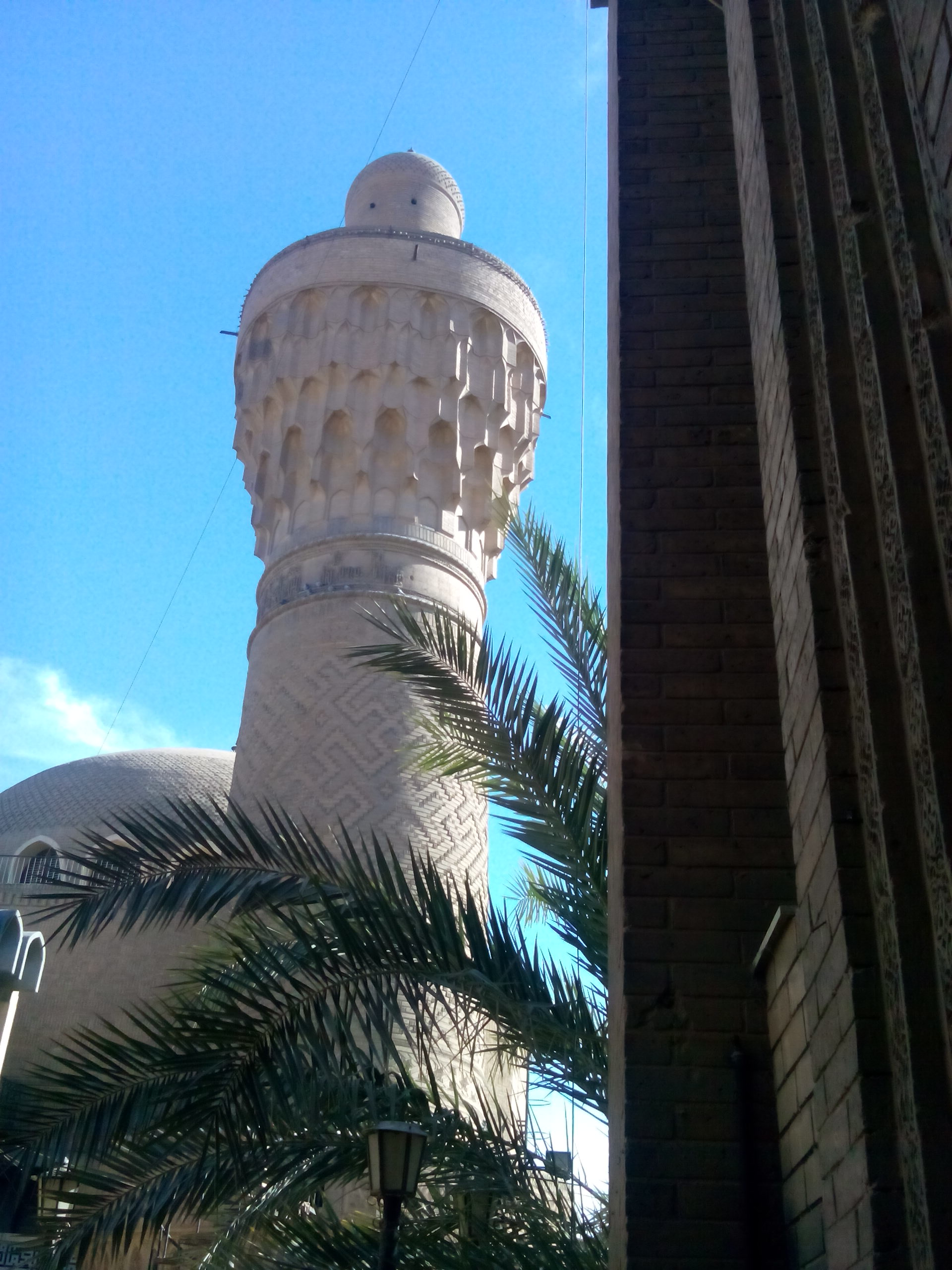
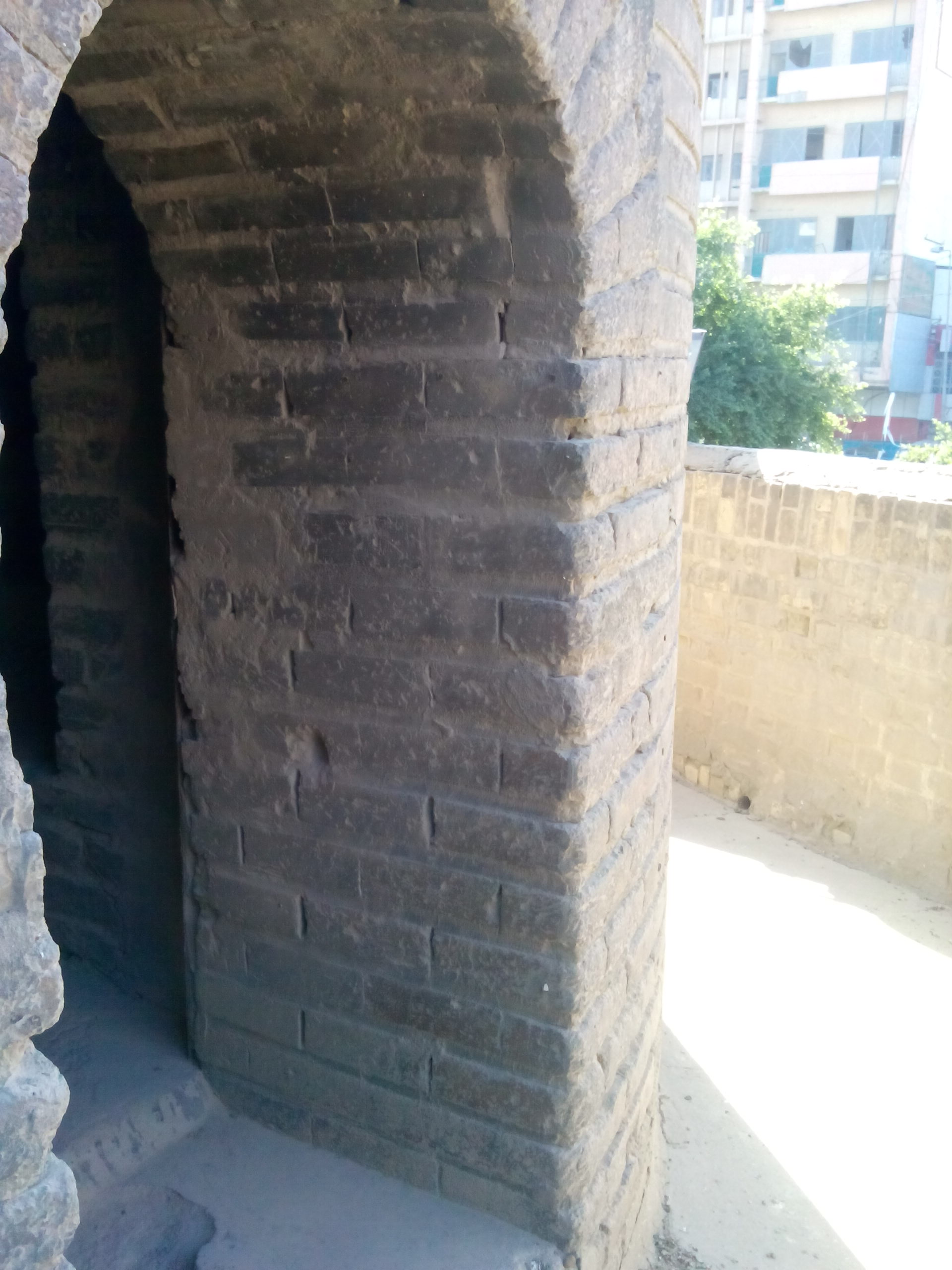
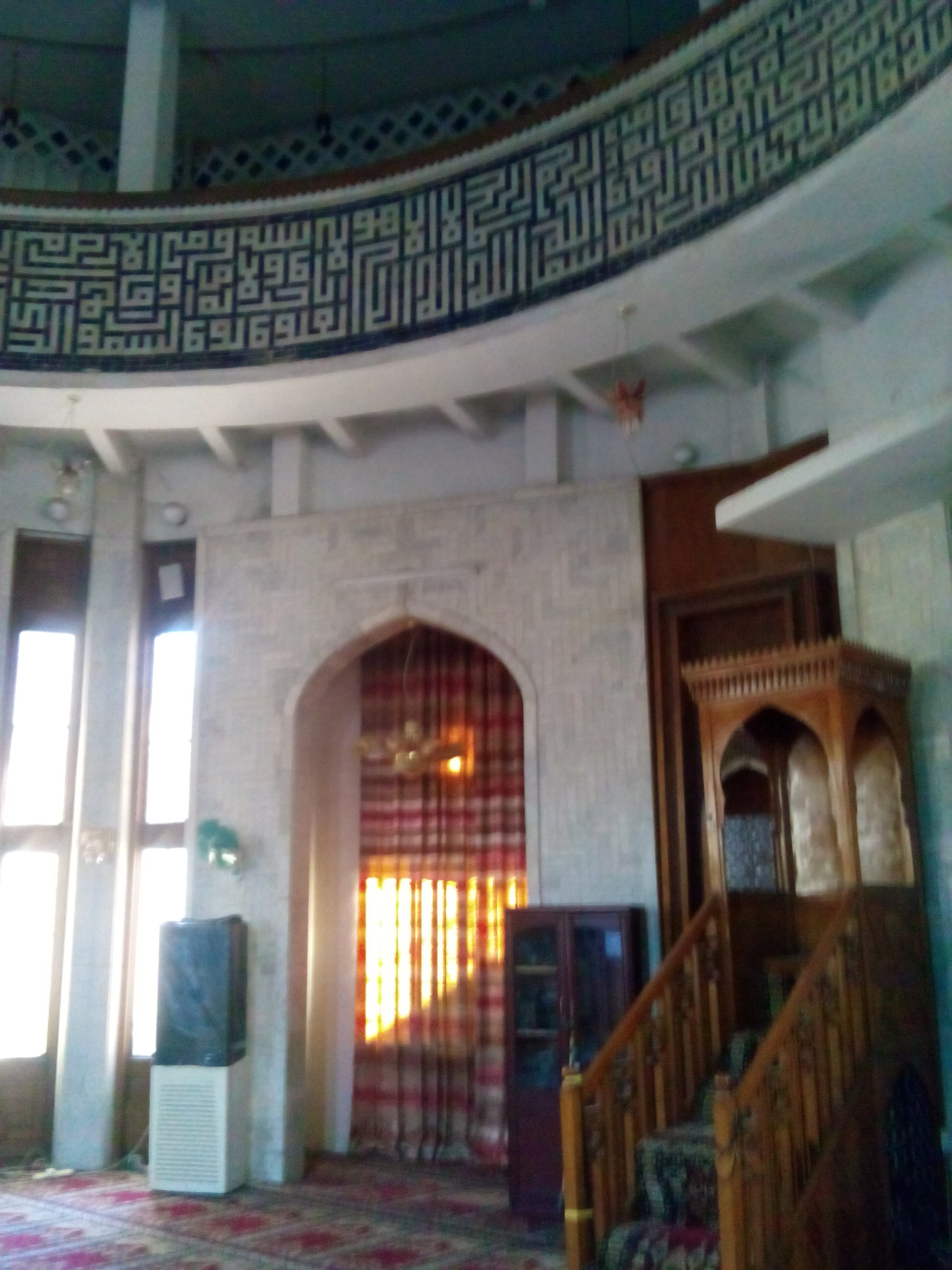